# Snowboard
Et snowboard spændes, ved hjælp af bindinger under fødderne og bruges til at køre ned ad sneklædte bjergsider og pister. I modsætning til skiløb benyttes der ikke skistave.

## Konstruktion
De fleste snowboards konstrueres af en kerne af træ, der lamineres med flere lag glasfiber på hver side. Basen (undersiden) af boardet, der glider over sneen, består af et materiale der er i stand til at opsuge friktionshæmmende voks. Nosen (Forenden) på boardet er typisk rund, men kan også være spids. Den er desuden bøjet en anelse op for at gøre det muligt at køre i ujævn sne. Tailen (bagenden) kan være både rund, flad eller svalehale-formet. Tailen er typisk også bøjet mere eller mindre op for at gøre det muligt at køre switch (med bagenden forrest), hvilket dog ikke er særligt aktuelt for boards med svalehale eller flad tail.
På basens kanter er påsat metalkanter, der slibes skarpe for at få bedre greb i især isede pister.
Oversiden af boardet er for det meste dekoreret med grafik i alverdens afskygninger.
De punkter hvor snowboards grundlæggende adskiller sig fra hinanden er:
- Længde – Snowboards til børn kan være helt ned til 120cm lange og racingboards kan være over 2m lange. De fleste kører på boards mellem 140 og 165cm. Hvilken længde, der er passende, afhænger af brugerens vægt og højde.

- Bredde Bredden varierer, som længden, en del, fra 15cm smalle racingboards til 28cm bredde freestyleboards, typisk er den dog 24-25cm. Har brugeren store fødder kan det være nødvendigt at benytte et særligt bredt snowboard, et wideboard.

- Sidecut Moderne snowboards er taljerede, dvs. at boardet er smallere på midten end på tailen og nosen. Den bue kanten har, måles på længden af radius på den cirkel buen er del af. Sidecut radius varierer fra ned til 5m på børneboards helt op til 17m på racingboards.

- Flex Flex er et udtryk for hvor stift eller blødt boardet er. Jo stivere jo mere stabilt ved høje hastigheder, jo blødere jo nemmere at dreje. Stive boards er desuden ikke så tilgivende overfor forkerte manøvrer som bløde boards.

## Typer
Der findes mange typer snowboards, men typisk deler man dem op i følgende kategorier efter anvendelse:
- Freeride/All-mountain Benyttes, som navnet antyder, til lidt af hvert. Både piste og offpiste. Boardet har typisk en medium længde, bredde og flex.
- Freestyle Benyttes til at lave tricks bl.a. over kickere (hop), på rails (gelændere) og i halfpipen. Denne type board er generelt breddere, kortere og blødere.
- alpinboard En kategori helt for sig selv. Alpinboards er stive, lange og smalle og benyttes for det meste med meget stive støvler der minder mere om skistøvler end snowboardstøvler.

Derudover findes f.eks. boards med svalehale beregnet specielt til at køre i puddersne udenfor pisterne eller randonee-snowboards, der kan skilles ad for at blive til et par ski.

## Konkurrence
Der køres internationale konkurrencer i følgende discipliner:
- Snowboard Cross
- Halfpipe
- Storslalom
- Big Air
- Rail Jam
- Racing
- Slopestyle
- Slush Cup

Snowboarding har været på det olympiske program siden legene i Nagano i 1998. Der konkurreres udelukkende i Snowboard Cross, Halfpipe og Storslalom ved de olympiske lege, lige som netop de discipliner er de mest udbredte og dem med størst international focus.